# Comuna Pîșnenkî, Zinkiv
Pîșnenkî (în ucraineană Пишненки) este o comună în raionul Zinkiv, regiunea Poltava, Ucraina, formată din satele Petro-Hannivka, Pîșnenkî (reședința), Sarancivka și Tîmcenkî.

## Demografie
Componența lingvistică a comunei Pîșnenkî
     Ucraineană (97,3%)
     Rusă (2,19%)
     Alte limbi (0,26%)
Conform recensământului din 2001, majoritatea populației comunei Pîșnenkî era vorbitoare de ucraineană (97,3%), existând în minoritate și vorbitori de rusă (2,19%).